# Johnny Gray (Leichtathlet)
Johnny Gray  (eigentlich: John Lee Gray jr.; * 19. Juni 1960 in Los Angeles) ist ein ehemaliger US-amerikanischer 800-Meter-Läufer.
Johnny Gray erreichte bei allen vier Teilnahmen an den Olympischen Spielen das Finale, mit der Bronzemedaille bei den 1992 in Barcelona als größter Erfolg. 1984 in Los Angeles wurde er Siebter, 1988 in Seoul Fünfter und 1996 in Atlanta Siebter.
Bei den Leichtathletik-Weltmeisterschaften erreichte er 1987 in Rom das Viertelfinale, wurde 1991 in Tokio Sechster und kam 1993 in Stuttgart ins Halbfinale.
Zudem wurde er siebenmal US-amerikanischer Meister im Freien und siegte bei den Panamerikanischen Spielen 1987 und 1999, wobei er bei letzterer Meisterschaft schon 39 Jahre alt war.
Gray ist 1,93 m groß und wog zu Wettkampfzeiten 79 kg. Er galt durch seinen aggressiven Laufstil, der häufig durch ein hohes Tempo von Beginn des Rennens an gekennzeichnet war, als klassischer Zeitenjäger. Aufgrund des einzukalkulierenden Risikos eines Einbrechens in der Schlussphase des Rennens war Gray beim Publikum sehr beliebt. Er wurde von Merle McGee trainiert und startete für den Santa Monica TC.

## Persönliche Bestleistungen
- 800 m: 1:42,60 min, 28. August 1985, Koblenz (US-amerikanischer Rekord; Stand: März 2011)
  - Halle: 1:45,00 min, 8. März 1992, Sindelfingen (US-amerikanischer Rekord; Stand: März 2011)
- 1000 m: 2:21,76 min, 2. Juli 1993, Villeneuve-d’Ascq

Mit seiner 1985 aufgestellten Freiluft-Bestleistung im 800-Meter-Lauf steht Gray auf Rang 11 der ewigen Weltbestenliste. Die Hallenbestzeit bedeutet Rang 14 in der ewigen Weltbestenliste (Stand jeweils März 2011).